# Arnulf Fritsch
Arnulf Fritsch (* 21. Dezember 1926 in Waidhofen an der Ybbs; † 21. September 2014) war ein österreichischer Chirurg und Hochschullehrer. Von 1977 bis 1995 leitete er die Chirurgische Universitätsklinik in Wien.

## Werdegang
Arnulf Fritsch wurde 1926 in Waidhofen/Ybbs geboren, studierte in Wien Medizin und wurde 1951 promoviert. Er begann seine chirurgische Ausbildung im Wiener Kaiser-Franz-Josef-Spital. Anschließend arbeitete er an der 1. Chirurgischen Universitätsklinik, wo er sich 1967 habilitierte. 
1971 wurde Fritsch zum Ao. Professor bestellt, 1974 übernahm er die Chirurgische Abteilung im Krankenhaus Floridsdorf.
1977 wurde Arnulf Fritsch als Vorstand an die 1. Chirurgische Universitätsklinik berufen. 
Im Jahr 1993 übersiedelte er die Klinik ins damals Neue AKH und wurde erster Leiter der nun (seit 1848 erstmals) wiedervereinigten Universitätsklinik für Chirurgie bis zu seiner Emeritierung am 30. September 1995.
Sein fachliches interesse galt besonders der Chirurgie der Gallenwege und der Bauchspeicheldrüse, aber auch der endokrinen Chirurgie.

## Schriften (Auswahl)
- Hans Reissigl, Arnulf Fritsch. Infusionstherapie und klinische Ernährung in der operativen Medizin. (Handbuch der Infusionstherapie und klinischen Ernährung, Band 4). Basel, Karger 1988. ISBN 3-8055-3743-3

## Ehrungen
- 1988: Mitglied der Deutschen Akademie der Naturforscher Leopoldina
- 1995: Ehrenmitgliedschaft der Österreichischen Gesellschaft für Chirurgie[3]